# Hazell Dean
Hazell Dean (Great Baddow, 27 ottobre 1952) è una cantante britannica.

## Biografia
La più giovane di tre figli, dislessica, ha imparato a suonare la chitarra da adolescente e ha iniziato a esibirsi professionalmente negli anni '60. Nella seconda metà degli anni '70 ha inciso alcune ballate pop per la Decca. Ha trovato il successo tra il 1983 e il 1984 con una serie di brani dance di genere Hi-NRG con accenti soul, in particolare il singoli Searchin' (I Gotta Find a Man), Whatever I Do (Wherever I Go) (scritta e prodotta da Stock, Aitken & Waterman) e Evergreen (una cover dance del brano di Barbra Streisand).
Alla metà degli anni '80 è approdata alla EMI, e qui, dopo alcuni singoli di minore impatto, ha centrato una hit internazionale con Who's Leaving Who, scritta dagli autori di fiducia di Laura Branigan, Jack White e Mark Spiro.

## Discografia

### Album
Album in studio
- 1978: Who Was That Lady I Saw You With
- 1981: The Sound of Bacharach & David
- 1984: Heart First
- 1996: The Winner Takes It All
- 2002: The Greatest Hits (nuove versioni e brani inediti)
- 2013: In the Name of... (2 CD)
- 2015: Nightlife (2 CD)

Raccolte
- 1995: The Best of Hazell Dean: They Say It’s Gonna Rain
- 1996: Greatest Hits
- 2008: Don’t Stop the Love
- 2012: Evergreen: The Very Best Of (2 CD)

### Singoli
- 1975 Our Day Will Come
- 1976 I Couldn't Live Without You for a Day
- 1976 Got You Where I Want You
- 1976 Look What I've Found at the End of a Rainbow
- 1977 No One's Ever Gonna Love You
- 1977 Who Was that Lady
- 1981 You Got Me Wrong
- 1983 Stay in My Life
- 1983 Searchin' (I Gotta Find a Man)
- 1984 Evergreen / Jealous Love
- 1984 Whatever I Do (Wherever I Go)
- 1984 Back in My Arms (Once Again)
- 1985 No Fool (For Love)
- 1985 They Say It's Gonna Rain
- 1986 ESP
- 1986 Stand Up
- 1987 Always Doesn't Mean Forever
- 1988 Who's Leaving Who
- 1988 Maybe (We Should Call it a Day)
- 1988 Turn It into Love
- 1989 Love Pains
- 1991 Better Off Without You
- 1993 My Idea of Heaven
- 1994 Power and Passion
- 1996 The Winner Takes It All
- 1997 Searchin' 97
- 1998 Sisters Are Doin' It for Themselves
- 1999 Living on a Prayer
- 2001 Who's Leavin' Who 2001
- 2004 Searchin' 2004
- 2011 They Say it's Gonna Rain 2011
- 2011 In the Name of Love
- 2012 Shattered Glass
- 2013 This Is My Life